# Johannes Henderikus Bekker
Johannes Henderikus Bekker (Winschoten, 5 januari 1826 – Groningen, 5 januari 1907) was een Nederlands violist en dirigent.

## Familie
Hij was de zoon van dans- en muziekmeester Christoff Antoon Bekker en Maria Broese. Zijn broers Okko Jacobus Bekker (1817-1904) en Petrus Rudolf Bekker gingen ook de muziek in. Een andere broer Okko Jacobus Bekker (1835-1903) was pianohandelaar.
Hij huwde eerst met Bartha Louiza Barth, na haar dood hertrouwde hij met Petronella Margaretha van der Pauw. Van hun kinderen ging een aantal verder in de muziek, maar niet zover als hun vader:
- Christoff Antoon Bekker (Gouda, 1851 - Velp, 1925) was pianoreparateur (van B.L. Barth)
- Anton Mari Bekker (Gouda, 1858 - Groningen, 1892) was pianoreparateur in Brussel (van P.M. van der Pauw)
- Agatha Maria Bekker (Gouda, 1862- Groningen, 1924), (van P.M. van der Pauw) werd onderwijzeres, trouwde muzikant Christiaan Poortman, leraar van onder meer Louis Zimmerman (1873-1954).

Vader Bekker overleed op zijn verjaardag.

## Muziek
De muziekopleiding kreeg Bekker in eerste instantie van zijn vader, tijdens de opvoeding in Middelburg. Al op negenjarige leeftijd schijnt Johannes Hendricus op het podium te vinden te zijn geweest. Door zijn talent mocht hij verder studeren aan de muziekschool in Den Haag. Hij ontwikkelde zich daar op het gebied van viool, orgel, piano, harmonieleer en zang. Hij kon vervolgens aan de slag in het hoforkest van koning Willem II der Nederlanden. Later maakte hij een overstap naar het orkest van de Fransche Opera in Den Haag. Na enige tijd muziekmeester te zijn geweest in Meppel, trok hij naar Gouda, waar hij ook stedelijk muziekdirecteur werd.
Hij vertrok echter in 1869 terug naar Groningen en werd directeur van de Vereeniging Harmonie (voorloper van het Noord Nederlands Orkest) aldaar. Hij zorgde dat ervoor dat het symfonieorkest groeide in kwaliteit en kwantiteit (grootte) en haalde topmusici naar de muziekschool. Hij zorgde er voorts voor dat er een pensioenregeling kwam voor (oud-)leden van het orkest. Om werken voor orkest met koor te kunnen uitvoeren richtte hij in 1877 een gemengd koor op, dat later verzelfstandigd werd en nog steeds bestaat als Toonkunstkoor Bekker. In de stad was hij tevens leider van zangvereniging liedertafel "Gruno", maar ook was hij dirigent van zangvereniging "Concordia" in Leeuwarden. Tijdens de noordelijke muziekfeesten in 1892 stond hij voor een koor bestaande uit 393 man/vrouw ten einde het oratorium Alarich van de Duitse componist Georg Vierling te kunnen uitvoeren. In 1898 ging hij met pensioen.
Van zijn hand verscheen een aantal composities:
- Fantaisie sur des motifs de Mendelssohn
- Wat ik zing, zes driestemmige liederen
- een suite voor orkest
- De dankbaarheid, cantate met orkest uit 1890
- Lof der toonkunst, cantate met piano
- Zangers feestkoor, driestemmig koor met piano
- Souvenir de Chopin, een fantasie
- Groninger-Volkslied[1]

- Biografisch Portaal: 73975965
- Digitale Bibliotheek voor de Nederlandse Letteren: bekk010
- International Standard Name Identifier: 0000 0003 9096 3371
- Nederlandse Thesaurus van Auteursnamen: 069924783
- Virtual International Authority File: 284693906
- WorldCat: E39PBJvXhh8BgdJyFCcqdQkYyd